# Фанбой и Чам Чам
«Фанбой и Чам Чам» — американский мультсериал производства Frederator Studios. В Америке он вышел 6 ноября. Короткометражные пилотные эпизоды выходили на телеканале Nicktoons в рамках программы Random Cartoons. 14 августа 2009 года в США вышла пилотная серия под названием «Фанбой». В России премьера состоялась 14 июня. На канале Nickelodeon стали показывать переведённый 2 сезон по четвергам в октябре 2011 года.

## Персонажи

### Главные персонажи
- Фанбой — 11-летний фантазер. Он из Финляндии (судя по эпизоду «Я Мэн-Арктика!»). Глуповат. Всегда носит фиолетово-зелёный костюм с трусами. Любит вафли. Его самая высокая оценка — 2. Всегда ломал игрушки Чам Чама (исключение — коробка), а в одной из серии забыл его день рождения и подарок для друга. Обожает майонез. Всегда веселит Чам Чама. Самый большой фанат Мэна Арктики. Имеет двоюродную сестру (судя по эпизоду «Пожиратели лиц с планеты Х!»). Является «Фанилиатором». Фанбой в оригинале озвучен Дэвидом Хорнсби. На русский язык озвучен Андреем Пущем.
- Чам Чам — как и Фанбой фантазёр, но ему 9 лет. Когда мистер Мафлин отбирал игрушки, Фанбой и Чам Чам спрятали свои в парте, но мяч отлетел и попал в рот Чам Чаму, из-за чего он начал пищать. Любит блины. Очень обидчив, и его легче рассердить, чем Фанбоя. Его родина — Чалкистан. Он умнее Фанбоя. Его хочет иметь Йо, в качестве игрушки в костюме моряка. Носит оранжевую одежду с трусами. У него есть сестра — Мак Мак из Северной Макаквии. Маленький, а в одной из серии Торвальд Рыжий назвал его «Полуногом». В свой шербет он кладёт щебень, после чего его невозможно убрать. Встаёт в «ночное утро», и раздаёт с Мэном Арктикой подарки хорошим детям. Не знает Санта Клауса. Учится у мистера Мафлина 5 год (судя по эпизоду «Спасти рядового Чам Чама»), что довольно странно. В серии «Герои против Злодеев» спас Йо, тем самым сказав, что любит её. Является еще «Супер Чам Чамом». Чам Чам в оригинале озвучен Никой Футтерман. На русский язык озвучен Натальей Романько-Киселёвой.

### Главный второстепенный персонаж
- Кайл — 12-летний волшебник. Появляется в самой первой серии этого мультфильма, является Подлизой к учителю. Фанбой и Чам Чам не верят в то, что он обладает сверхъестественными способностями. Был изгнан из престижной академии волшебников «Милквид» за то, что превратил одного из преподавателей в конфету и, предположительно, съел. В начале плохо относился к Фанбою и Чам Чаму, потому что ему не нравились их безумные проделки, из-за которых Кайлу всё время доставалось. Поэтому даже в дальнейшем с осторожностью к ним относится. В 17 серии 1 сезона Кайл сам доказывает, что Фанбой и Чам Чам его друзья, и в последующих сериях, Кайл часто попадает в беду из-за проделок Фанбоя и Чам Чама. К тому же, Кайл избалованный и грубоватый мальчик. У него есть эльф-советник. В оригинале был озвучен Джейми Кеннеди. На русский язык озвучен Владимиром Терещуком.

### Поддерживающие[кого?]персонажи
- Йо — подруга Фанбоя и Чам Чама. Очень задорная и веселая девочка. В некоторых сериях Йо представлена как главный антагонист. Она очень любит помучить Чам Чама. Содержит множество виртуальных питомцев Ямагучи (пародия на тамагочи). В оригинале озвучена Дьяной Луи. На русский язык озвучена Натальей Виноградовой.
- Озвальд Хармуниан (Оз)[2] — инфантильный хозяин магазина игрушек и комиксов. Всегда готов выручить Фанбоя и Чам Чама. В свои 40 лет он живёт с мамой и во всем её слушается. Через каждые два слова вставляет «серьёзно». В оригинале озвучен Джошем Дюамелем. На русский язык озвучен Михайлом Шевченко.
- Буг — работник лавки «Фрости», постоянно кого-нибудь бьёт. Из-за этого его чуть не уволили. Никогда не работает, а только играет в аппарат Chimp Chomp (пародия на игру Donkey Kong). В детстве имел аллергию на воздух, из-за чего жил в шаре. Был превращен в куклу как Фанбой, а потом в жабу. Главный задира. Не хотел дать выпить Фанбою и Чам Чаму лёдомозгозаморозку из «Фростивэна». В оригинале озвучен Джеффом Беннеттом.
- Лэнни — помощник менеджера в лавки «Фрости» и продавец билетов в кинотеатре. Иногда спит за прилавком. Имеет причёску в стиле диско. В оригинале озвучен Уайетом Сенэком, а в пилотной серии «Фанбой» — Джеффом Беннеттом.
- Мистер Хэнк Мафлин — учитель в школе Фанбоя и Чам Чама. Ночует в шатре, который ставит в своём классе. Ненавидит, когда на уроках ученики играют с игрушками. Печёт отличные кексы. Дрался с медведем. В оригинале озвучен Джеффом Беннеттом. На русский язык озвучен Андреем Фединчиком.

### Второстепенные персонажи
- Долларонатор (сначала Деньгонатор) — робот, который появился в серии «Проклятый доллар», Фанбой создал его в будущем. Его функции: пиньята, плита для хот-догов, определение состава товара, компьютер, калькулятор, игровой автомат, машина времени. Также в серии «Великое велосипедное Дело» выясняется, что у него есть лазер. Пародия на Терминатора.
- Мистер Пукальщик — уборщик в школе Фанбоя и Чам Чама, очень не любит жвачки. Почти все проблемы чистоты решает с помощью техники, у него есть жена робот-уборщик по имени Бренда. Пукальщик является пародией на Императора Палпатина. В оригинале озвучен Стивом Томпкинсом.
- Повариха Крэм — повариха в столовой школы, где учатся Фанбой и Чам Чам. Готовит ужасную жижу, но стоит съесть ложку её стряпни — и человек вырастает до 10-ти метров. Обожает кошек. В серии «Ужасная жижа» выясняется, что её кот весит 55 фунтов. В оригинале озвучена Канди Мило.
- Торвальд Рыжий — викинг, размороженный Фанбоем и Чам Чамом. Он мечтал попасть в Вальхаллу. В оригинале озвучен Ноланом Нортом.
- Некрономикон — книга мёртвых Кайла. Раньше был книгой «Очень больных». В оригинале озвучен Джеффом Беннеттом.
- Мэн Арктика — супергерой в мультфильме. Обладает супер силой льда и холода. Именно он, а не Санта Клаус, разносит подарки всем хорошим детям на планете. В оригинале озвучен Джеффом Беннеттом.
- Тепловод — враг-противоположность Мэна Арктики. Злейший враг. В оригинале озвучен Джеффом Беннеттом.
- Зигмунд — учились вместе с Кайлом в одной школе магии, «Милквуид». Немец. В оригинале озвучен Джеффом Беннеттом.
- Крис Чагги — одноклассник Фанбоя и Чам Чама. Лишен дара речи, говоря только «Вак». Всегда вылизывает тарелку в столовой. Имеет маленький мозг. Озвучен Эриком Роблесом.
- Люпэ — одноклассница Фанбоя и Чам Чама. Такая же большая, как Крис. В одной из серии влюбляется в Фанбоя. В серии «Противостояние» выясняется что Люпэ — это рободроид, управляемый маленькой Люпэ. Озвучена Кэнди Мило.
- Фэнмэн — супергерой из пилотной серии. Рекламировал лёдомозгозаморозку. Озвучен Скоттом Граймсом.
- Марша — враг Фанбоя. Мечтает отомстить ему за то, что он испортил её тест, после чего её отправили в детский сад. Дебютировала в серии «Марша, Марша, Марша».
- Копи Кошка — враг Супер Чама. Считает себя его главным врагом. Силой копирует силу врага. Очень красивая.

## Список серий
| Сезон | Серий | В эфире         | В эфире       |
| Сезон | Серий | Премьера        | Конец         |
| ----- | ----- | --------------- | ------------- |
| 1     | 26    | 12 октября 2009 | 4 ноября 2010 |
| 2     | 26    | 25 апреля 2011  | 12 июля 2014  |

### 1 сезон (2009—2010)
| №  | Название                        | Written by                       | Дата выхода в эфир | Дата выхода в России (Nickelodeon) |
| 1  | «Юный волшебник»                | Steve Tompkins                   | 6 ноября 2009      | 14 июня 2010                       |
| 1  | «Сковырни мой нос»              | Steve Tompkins                   | 1 апреля 2010      | 14 июня 2010                       |
| 2  | «Уборщик наносит ответный удар» | Eric Horsted                     | 7 ноября 2009      | 15 июня 2010                       |
| 2  | «Проклятый Доллар»              | Steve Tompkins                   | 12 октября 2009    | 15 июня 2010                       |
| 3  | «Базарный день»                 | Scott Kreamer                    | 6 ноября 2009      | 16 июня 2010                       |
| 3  | «Искусство продаж»              | Steve Tompkins                   | 16 января 2010     | 16 июня 2010                       |
| 4  | «Кладбище электронных животных» | Scott Kreamer                    | 7 ноября 2009      | 22 июня 2010                       |
| 4  | «Фанбой вонючка»                | Eric Horsted                     | 16 января 2010     | 22 июня 2010                       |
| 5  | «Я, Фэнбот»                     | Eric Horsted                     | 14 ноября 2009     | 2 июля 2010                        |
| 5  | «Ягода-отрава»                  | Scott Kreamer                    | 14 ноября 2009     | 2 июля 2010                        |
| 6  | «День Кино»                     | Eric Horsted                     | 28 ноября 2009     | 17 июня 2010                       |
| 6  | «Бесценная свинка»              | Eric Horsted                     | 28 ноября 2009     | 17 июня 2010                       |
| 7  | «Вампиробой»                    | Scott Kreamer                    | 21 ноября 2009     | 31 октября 2010                    |
| 7  | «Монстр из тумана»              | Eric Horsted                     | 21 ноября 2009     | 31 октября 2010                    |
| 8  | «Пропажа мозга»                 | Scott Kreamer                    | 11 июня 2010       | 1 июля 2010                        |
| 8  | «Друзья до гроба»               | Itai Grunfeld                    | 6 февраля 2010     | 1 июля 2010                        |
| 9  | «Ветрянка»                      | Scott Kreamer                    | 29 марта 2010      | 3 июля 2010                        |
| 9  | «Милая Лохматка»                | Michael Caine                    | 6 февраля 2010     | 3 июля 2010                        |
| 10 | «Юные викинги»                  | Steve Tompkins and Michael Caine | 2 января 2010      | 15 июля 2010                       |
| 10 | «Ученики уборщика»              | Steve Tompkins and Michael Caine | 2 января 2010      | 15 июля 2010                       |
| 11 | «Просим освободить»             | Scott Kreamer                    | 5 декабря 2009     | 27 июля 2010                       |
| 11 | «Ночное утро»                   | Eric Horsted                     | 5 декабря 2009     | 27 июля 2010                       |
| 12 | «Марша, Марша, Марша»           | Scott Kreamer                    | 13 марта 2010      | 29 июля 2010                       |
| 12 | «Тайный доносчик»               | Eric Horsted                     | 13 марта 2010      | 29 июля 2010                       |
| 13 | «Мастер подколов»               | Scott Kreamer                    | 15 февраля 2010    | 18 июня 2010                       |
| 13 | «Ужасная жижа»                  | Eric Horsted                     | 15 февраля 2010    | 18 июня 2010                       |
| 14 | «Не отдам»                      | Itai Grunfeld                    | 27 февраля 2010    | 13 августа 2010                    |
| 14 | «Полный налив»                  | Eric Horsted                     | 27 февраля 2010    | 13 августа 2010                    |
| 15 | «Фрости автобус»                | Scott Kreamer                    | 30 марта 2010      | 20 августа 2010                    |
| 15 | «История игрушек»               | Eric Horsted and Scott Kreamer   | 9 июня 2010        | 20 августа 2010                    |
| 16 | «Простудная война»              | Scott Kreamer                    | 31 марта 2010      | 27 августа 2010                    |
| 16 | «Фэнбой в мыльном пузыре»       | Scott Kreamer                    | 2 апреля 2010      | 27 августа 2010                    |
| 17 | «Зигмунт чародей»               | Eric Horsted                     | 11 сентября 2010   | 3 февраля 2011                     |
| 17 | «Фэнбой пират»                  | Scott Kreamer                    | 11 сентября 2010   | 3 февраля 2011                     |
| 18 | «Полный экстрим»                | Itai Grunfeld                    | 2 ноября 2010      | 10 февраля 2011                    |
| 18 | «Гуттаперчевый мальчик Фэнбой»  | Stephen Sustarsic                | 7 июня 2010        | 10 февраля 2011                    |
| 19 | «Горечь разлуки»                | Scott Kreamer                    | 1 ноября 2010      | 17 февраля 2011                    |
| 19 | «Марионетка»                    | Eric Horsted                     | 8 июня 2010        | 17 февраля 2011                    |
| 20 | «Книга мёртвых»                 | Scott Kreamer                    | 23 октября 2010    | 24 февраля 2011                    |
| 20 | «Стэн-Арктика»                  | Michael Caine                    | 4 ноября 2010      | 24 февраля 2011                    |
| 21 | «Арктиканские горки»            | Steve Tompkins and Michael Caine | 3 ноября 2010      | 3 марта 2011                       |
| 21 | «Фэнбой двуруколепный»          | Eric Horsted                     | 10 июня 2010       | 3 марта 2011                       |
| 22 | «Спасти рядового Чам Чама»      | Eric Horsted and Scott Kreamer   | 15 мая 2010        | 10 марта 2011                      |
| 22 | «Певуны»                        | Eric Horsted and Scott Kreamer   | 18 сентября 2010   | 10 марта 2011                      |
| 23 | «В поисках призов»              | Michael Caine                    | 9 октября 2010     | 1 августа 2011                     |
| 23 | «Противостояние»                | Scott Kreamer                    | 9 октября 2010     | 1 августа 2011                     |
| 24 | «Властелин колец»               | Scott Kreamer                    | 2 октября 2010     | 2 августа 2011                     |
| 24 | «Невероятный Чалк»              | Eric Horsted                     | 2 октября 2010     | 2 августа 2011                     |
| 25 | «Северяне»                      | Eric Horsted and Scott Kreamer   | 15 мая 2010        | 3 августа 2011                     |
| 25 | «Великое велосипедное дело»     | Michael Caine                    | 19 июня 2010       | 3 августа 2011                     |
| 26 | «Тумакотерапия»                 | Eric Horsted                     | 19 июня 2010       | 4 августа 2011                     |
| 26 | «Замораживатель»                | Michael Caine                    | 18 сентября 2010   | 4 августа 2011                     |

### 2 сезон (2011—2014)
| №  | Название                             | Written by                                                | Дата выхода в эфир | Дата выхода в России (Nickelodeon) |
| 27 | «Я Мэн-Арктика!»                     | Michael Caine                                             | 25 апреля 2011     | 6 октября 2011                     |
| 27 | «Не детская история                  | Steve Tompkins                                            | 25 апреля 2011     | 6 октября 2011                     |
| 28 | «Гэймбой»                            | Russ Carney & Ron Corcillo                                | 28 апреля 2011     | 13 октября 2011                    |
| 28 | «Шпаргалки»                          | Russ Carney & Ron Corcillo                                | 27 августа 2011    | 13 октября 2011                    |
| 29 | «Заключение в школе»                 | Jonathan Corban Butler                                    | 27 апреля 2011     | 20 октября 2011                    |
| 29 | «Назад, в будущее»                   | Steve Tompkins and Michael Caine                          | 27 апреля 2011     | 20 октября 2011                    |
| 30 | «Зубной фей»                         | Michael Caine                                             | 23 октября 2012    | 27 октября 2011                    |
| 30 | «Ещё больший хулиган»                | Jonathan Corban Butler                                    | 28 апреля 2011     | 27 октября 2011                    |
| 31 | «Без подарка»                        | Russ Carney & Ron Corcillo                                | 26 апреля 2011     | 3 ноября 2011                      |
| 31 | «Меч и престол»                      | Russ Carney & Ron Corcillo                                | 26 апреля 2011     | 3 ноября 2011                      |
| 32 | «Мозгозаморозка»                     | Michael Caine                                             | 12 июля 2014       | 10 ноября 2011                     |
| 33 | «Скользкий день»                     | Steve Tompkins                                            | 30 октября 2012    | 17 ноября 2011                     |
| 33 | «Электробук»                         | Russ Carney & Ron Corcillo                                | 30 октября 2012    | 17 ноября 2011                     |
| 34 | «Тёмный замысел»                     | Steve Tompkins and Michael Caine                          | 27 августа 2011    | 24 ноября 2011                     |
| 34 | «На страже порядка»                  | Steve Tompkins                                            | 27 августа 2011    | 24 ноября 2011                     |
| 35 | «Чудный отдых в лавке Фрости»        | Russ Carney & Ron Corcillo                                | 19 октября 2012    | 1 декабря 2011                     |
| 35 | «Ужасная поездка»                    | Russ Carney & Ron Corcillo                                | 19 октября 2012    | 1 декабря 2011                     |
| 36 | «Пронзительный визг»                 | Steve Tompkins and Michael Caine                          | 23 октября 2011    | 23 декабря 2011                    |
| 37 | «Иглу одиночества»                   | Michael Caine                                             | 23 октября 2012    | 12 мая 2013                        |
| 37 | «Загипнонозированный»                | Steve Tompkins, Michael Caine, Russ Carney & Ron Corcillo | 27 августа 2011    | 12 мая 2013                        |
| 38 | «Робо — мантика»                     | Michael Cane                                              | 11 февраля 2012    | 19 мая 2013                        |
| 38 | «Змеескунсобраз!»                    | Steve Tompkins                                            | 11 февраля 2012    | 19 мая 2013                        |
| 39 | «Пузырьковая проблема»               | Michael Caine                                             | 24 октября 2012    | 26 мая 2013                        |
| 39 | «Лаки хрум»                          | Steve Tompkins                                            | 24 октября 2012    | 26 мая 2013                        |
| 40 | «Последняя клубничная палочка»       | Russ Carney & Ron Corcillo                                | 1 октября 2011     | 2 июня 2013                        |
| 40 | «Перебой напряжения»                 | Michael Caine, Russ Carney & Ron Corcillo, Steve Tompkins | 1 октября 2011     | 2 июня 2013                        |
| 41 | «Зубная боль»                        | Kristine Songco                                           | 2 ноября 2012      | 9 июня 2013                        |
| 41 | «Чемпион игровых автоматов»          | Michael Caine, Russ Carney & Ron Corcillo, Steve Tompkins | 2 ноября 2012      | 9 июня 2013                        |
| 42 | «Ты получаешь к следуещему времени»  | Michael Caine, Russ Carney & Ron Corcillo, Steve Tompkins | 16 октября 2012    | 16 июня 2013                       |
| 42 | «Вошь ребёнка»                       | Michael Caine, Russ Carney & Ron Corcillo, Steve Tompkins | 16 октября 2012    | 16 июня 2013                       |
| 43 | «Морозного лёдества»                 | Michael Caine, Russ Carney & Ron Corcillo, Steve Tompkins | 10 декабря 2011    | 23 июня 2013                       |
| 44 | «Забавное лицо»                      | Michael Caine, Russ Carney & Ron Corcillo, Steve Tompkins | 22 октября 2012    | 30 июня 2013                       |
| 44 | «Положите печенье на место»          | Michael Caine, Russ Carney & Ron Corcillo, Steve Tompkins | 22 октября 2012    | 30 июня 2013                       |
| 45 | «Два билета в Дружбалэнд»            | Michael Caine, Russ Carney & Ron Corcillo, Steve Tompkins | 29 октября 2012    | 7 июля 2013                        |
| 45 | «Победитель»                         | Michael Caine, Russ Carney & Ron Corcillo, Steve Tompkins | 29 октября 2012    | 7 июля 2013                        |
| 46 | «Маг игры»                           | Derek Iverson                                             | 25 октября 2012    | 14 июля 2013                       |
| 46 | «Быстрый вытиратель»                 | Michael Caine, Russ Carney & Ron Corcillo, Steve Tompkins | 25 октября 2012    | 14 июля 2013                       |
| 47 | «Герои против злодеев»               | Michael Caine, Russ Carney & Ron Corcillo, Steve Tompkins | 15 октября 2012    | 21 июля 2013                       |
| 47 | «Пришельцы-пожиратели с планеты Икс» | Michael Caine, Russ Carney & Ron Corcillo, Steve Tompkins | 15 октября 2012    | 21 июля 2013                       |
| 48 | «Холодный порыв»                     | Michael Caine, Russ Carney & Ron Corcillo, Steve Tompkins | 18 октября 2012    | 28 июля 2013                       |
| 48 | «Лагерь Арктики»                     | Michael Caine, Russ Carney & Ron Corcillo, Steve Tompkins | 18 октября 2012    | 28 июля 2013                       |
| 49 | «Руку вверх»                         | Michael Caine, Russ Carney & Ron Corcillo, Steve Tompkins | 1 ноября 2012      | 4 августа 2013                     |
| 49 | «Обычный день»                       | Michael Caine, Russ Carney & Ron Corcillo, Steve Tompkins | 1 ноября 2012      | 4 августа 2013                     |
| 50 | «Психоморозка»                       | Michael Caine, Russ Carney & Ron Corcillo, Steve Tompkins | 26 октября 2012    | 11 августа 2013                    |
| 50 | «Микрофоны»                          | Michael Caine, Russ Carney & Ron Corcillo, Steve Tompkins | 26 октября 2012    | 11 августа 2013                    |
| 51 | «Супер Чамс»                         | Michael Caine, Russ Carney & Ron Corcillo, Steve Tompkins | 31 октября 2012    | 18 августа 2013                    |
| 52 | «Секретный клуб»                     | Michael Caine, Russ Carney & Ron Corcillo, Steve Tompkins | 17 октября 2012    | 25 августа 2013                    |
| 52 | «Атака клонов»                       | Michael Caine, Russ Carney & Ron Corcillo, Steve Tompkins | 17 октября 2012    | 25 августа 2013                    |